# Bais (Negros Oriental)
Bais é uma cidade de terceira classe de renda da cidade na província Negros Oriental, nas Filipinas. De acordo com o censo de 1 maio  de  2020 possui uma população de 84 317 pessoas e 20 047 domicílios.